# سوکاپکس

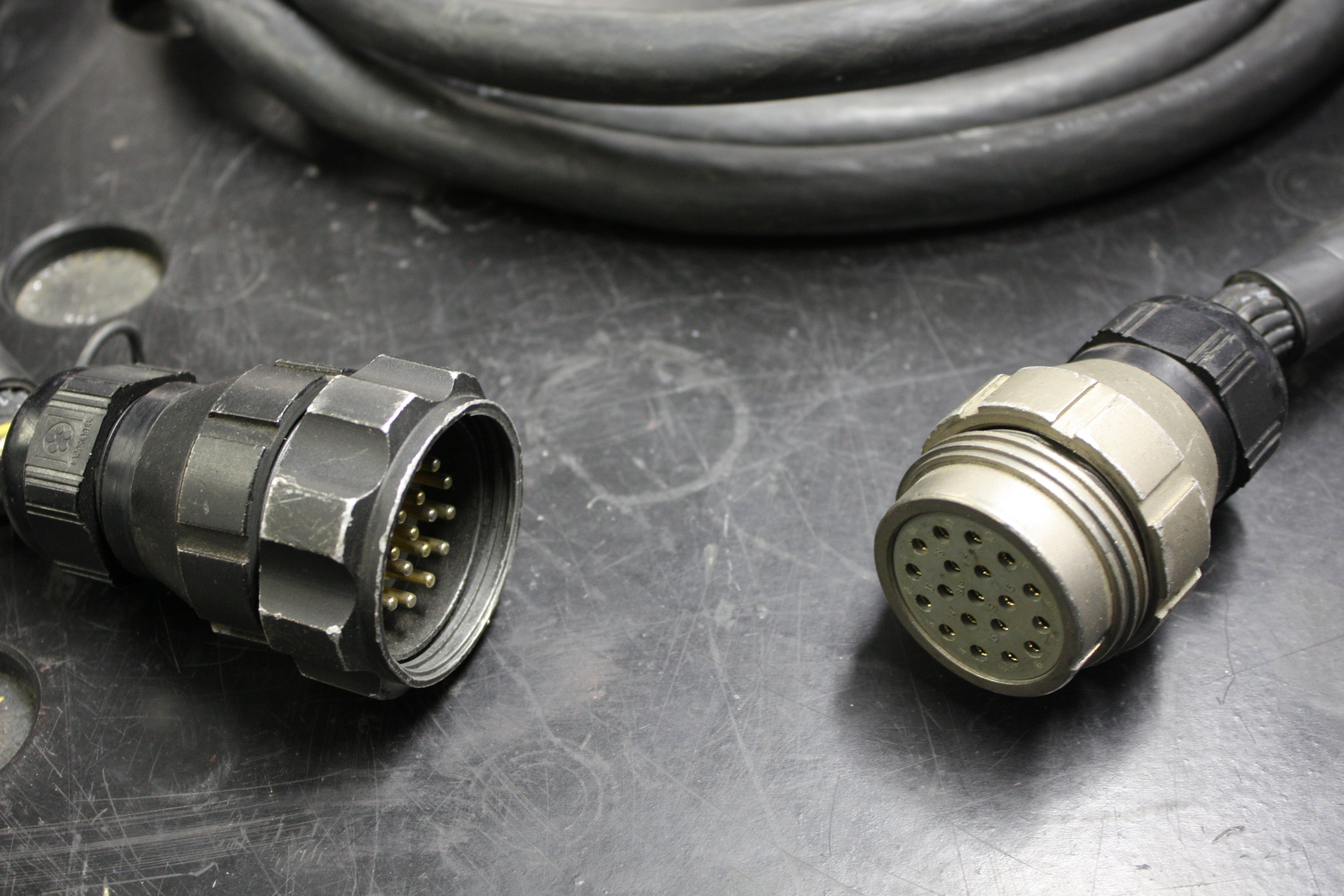
اتصال‌دهندهٔ ۱۹ پین سوکاپکس

سوکاپکس (به انگلیسی: Socapex) یک نام تجاری اتصال‌دهنده‌های الکتریکی است که در صنعت سرگرمی عمدتاً به‌خاطر اتصال‌دهنده‌های الکتریکی ۱۹ پین خود که معمولاً با نام اتصال‌دهندهٔ سوکاپکس شناخته می‌شود، معروف است و در نورپردازی صحنه، فیلم و تلویزیون به‌منظور جلوگیری از نیاز به استفاده از کابل‌های چندگانه کاربرد دارد. این اتصال‌دهنده‌ها دارای شش پین زنده، شش پین خنثی، شش پین اتصال به زمین/ارت و یک پین مرکزی نهایی هستند که برای کمک به تراز کردن سوکت نری با یک سوکت مادگی دیگر کاربرد دارد. اتصال‌دهندهٔ سوکاپکس نخستین بار در سال ۱۹۶۱ توسط شرکتی به نام سوکاپکس، که بعدها به امفنول سوکافکس تغییر نام داد، تولید شد. «سوکاپکس» بعدها به یک نام تجاری تحت مالکیت امفنول سوکاپکس تبدیل شد. این اصطلاح در حال حاضر اغلب به عنوان یک نشان تجاری عام برای اطلاق به سایر اتصال‌دهنده‌های مشابه با نام‌های تجاری دیگر نیز به‌کار می‌رود.